# Cryptic Slaughter
Cryptic Slaughter fue una banda de thrashcore de Santa Monica, California.

## Biografía
Cryptic Slaughter se formó en 1984 por Les Evans (17 años), Scott Peterson (14 años) y Adam Scott (15 años),a quien conoció a través de su participación mutua en la Liga Americana de Fútbol Juvenil (AYSO). Pronto se les unieron Bill Crooks (15 años), un amigo de Adam Scott y compañero de la liga de fútbol. Adam Scott fue despedido unos meses más tarde debido a conflictos relacionados con sus padres y la escuela dejando a la banda en un trío.
La banda comenzó tocando covers de Venom, Slayer, Metallica, GBH, Minor Threat, Bad Brains, y Hellhammer, luego pasaron a escribir y tocar sus propias canciones, como diría más tarde Scott Peterson en una entrevista.
Su primer demo, Life in Grave, fue producido en 1985 y fue bastante circulado en el llamado tape trading, un sistema de distribución de material underground donde una banda "renunciaba" al copyright para que así las copias de sus discos, ganaran notoriedad y popularidad.
Su primer LP de larga duración, Convicted, fue lanzado en julio de 1986 en Metal Blade records, de propiedad de Brian Slagel cuya lista de artistas también contaba con D.R.I. , Corrosion of Conformity, Dr. Know, The Mentors, y Beyond Possession En su primer año de lanzamiento.
Scott Peterson dijo: "Conocimos a Brian a través de Katon De Pena de Hirax en un show de Slayer. Brian había escuchado nuestra demo y realmente le gustó. Un par de días más tarde, nos consiguió un contrato para poder aparecer en el recopilatorio Metal Massacre VII y un contrato para un disco de cuatro páginas en el correo. No hace falta decir, lo impresionados que estábamos!."
Convicted vendió más de 25.000 copias lo cual le ganó a Cryptic Slaughter la reputación de ser una de las bandas más rápidas en el hardcore, lo que significó su verdadero debut respaldados por un sello discográfico de renombre, y una gran revelación para todos, los que tenían una actitud temeraria por sus letras abrasivas y llenas de crítica hacia los regímenes gubernamentales de turno que intentaban dirigir los destinos del mundo en la época .
Bill Metoyer, el productor, dijo de la banda: "Hay que dejarles ser tal cuales son, para que suenen como tienen que sonar." Shane Embury bajista de la banda NAPALM DEATH nombró a “Convicted”  como una influencia significativa en los primeros años de Napalm Death.
Luego vino Money Talks en 1987, que sigue siendo considerado por muchos como el mejor álbum de la banda. Mezcla de ritmos demoledores con velocidad de la luz, Money Talks superó a Convicted con un éxito en ventas de 35.000 copias en su primer año, e igualmente, el reconocimiento de muchos fanáticos en todo el mundo.
En este álbum CRYPTIC SLAUGHTER muestra la mezcla de ideologías Punk, Thrash, unidas con el objeto de reclamar un alto al consumismo, el gasto militar desenfrenado en armas, la aniquilación total de la humanidad por los gobiernos de aquella época que provocaban miedo, inestabilidad y caos sumado a la siempre presente amenaza nuclear en los años 80. Tomaron la teocracia de derecha directa, con canciones como "Freedom of Expression" (libertad de expresión) que expuso la naturaleza de censura del Parents Music Resource Center (Centro de Padres de Recursos de la Música) (PMRC), fundada por Tipper Gore, esposa de Al Gore (Senador de los Estados Unidos). En "American Heroes" directamente critican a los medios de comunicación por la mitología heroica de los astronautas que murieron en la explosión del transbordador espacial Challenger, cuando millones trabajaban a diario para sobrevivir en un mundo de injusticia. Junto con DRI estaban en la vanguardia de un género musical conocido tanto por su energía implacable como por su política radical antiautoritarismo, aunque no todos los oyentes prestaron atención a ello.
La formación original grabó su último álbum de estudio, Stream of Consciousness, en 1988. Descontento con el proceso de grabación y producción del álbum, los problemas internos de la banda fueron magnificados por la vida en la carretera. Se separaron en la gira de verano antes de que Stream of Consciousness fuera lanzado y tocaron su último show en Detroit el 14 de julio de 1988.
Scott Peterson recuerda: "Todos éramos adolescentes. Bill, Rob y yo teníamos 18. Les tenía 21. Siempre estuvimos juntos todo el tiempo. Nunca nos comunicamos muy bien Así, durante la grabación de Stream of Consciousness, se podían ver las cosas nos estaban molestando a todos. Luego fuimos de gira con la banda Angkor Wat y esa fue sólo la gota que rebasó el vaso. Volvimos de la gira y nos separamos. Es un asco. Realmente siento que si nos hubiéramos tomado un mes de descanso, aún estaríamos en una banda. Sin embargo, soy un firme creyente de que todo sucede por una razón. Todos somos amigos ahora y eso es lo que realmente importa."
Poco después de regresar a casa, el guitarrista Les Evans y el bajista Rob Nicholson reclutaron a un nuevo miembro Eli Nelson y continuaron en una nueva dirección. Esta nueva encarnación fue de corta duración, sin embargo, Evans se trasladó a Portland, en mayo de 1989 para reformar la banda con una nueva formación, que incluía Brian Lehfeldt de la famosa banda Wehrmacht. El último álbum de Cryptic Slaughter, "Speak Your Peace", era una salida definitiva a su material anterior, fuertemente influenciado por la música de una escena cambiante.
Scott Peterson comentó: "Se hizo un disco más con Metal Blade porque la gente todavía quería otro disco de Cryptic Slaughter, por lo que Les se quedó con el nombre. Cualquiera de nosotros habría hecho lo mismo. Mis sentimientos personales en ese álbum es que es grande, pero de ninguna manera es un disco de Cryptic Slaughter."
Cryptic Slaughter es a menudo citado como uno de los creadores del Crossover Thrash, el género del Thrash Metal y el Hardcore Punk juntos con bandas tan seminales como DRI, Corrosion of Conformity y Suicidal Tendencies..
En 2003, Relapse Records reeditó Convicted y Money Talks con rarezas de sus demos y grabaciones en vivo.

## Miembros
- Les Evans - Bajo
- Scott Peterson - Batería
- Menno - Bajo, Voz
- Matt Olivo - Guitarras
- Brad Mowen - Voz

### Formación Original
- Les Evans - Guitarras (1984-1988, 1989-1990, 2002-2003, 2018), Bajo (1984-1985)
- Bill Crooks - Voz (1984-1988, 2002-2003), Bajo (1984-1985)
- Rob Nicholson - Bajo (1985-1988, 1989, 2002-2003)
- Scott Peterson - Batería (1984-1988, 2018)

### Miembros Anteriores
- Bill Crooks - Voz (1984-1988, 2002-2003), Bajo (1984-1985)
- Adam Scott - Guitarras (1984)
- Rob Nicholson - Bajo (1985-1988, 1989, 2002-2003)
- Bret Davis - Bajo (1989-1990)
- Brian Lehfeldt - Batería (1989-1990, 2002-2003)
- Eli Nelson - Guitarras (1989)
- Dave Hollingsworth - Voz (1989-1990)
- Chris Merrow - Voz (2002-2003)

## Discográfia

### Demos
- "Life in Grave" (1985)

### EP
- "Banned in S.M." (2003) Relapse Records

### Álbumes
- Convicted (1986) Metal Blade Records
- Money Talks (1987) Metal Blade Records
- Stream of Consciousness (1988) Metal Blade Records
- Speak Your Peace (1990) Metal Blade Records

- Datos: Q1142256